# Szent Theodórosz-templom (Berat)
A Szent Theodórosz-templom (albán Kisha e Shën Todrit) a 16. században épült görögkeleti templom az albániai Berat 2008 óta világörökségi védelmet élvező történelmi városrészében. A templom a berati várnegyed északkeleti részén, a várkapu közvetlen közelében található.

## Története és leírása
A templom a 16. században épült egy korábbi és nagyobb, 11–12. századi templom alapjaira. 1961 óta állami műemléki védelemben részesül, 1976-ban teljes körű restauráláson esett át.
A kis alapterületű (12×4,5 méteres), nyeregtetős kőtemplom alaprajza szabálytalan négyszög, a falsíkból csupán az apszisos záródású adüton (szentélyrész) ugrik ki a keleti oldalon. Az adüton ablaknyílását egy korábbi, feltehetően késő ókori, őskeresztény épület kisebb oszlopai tagolják. Az épületet három oldalról nyitott narthex veszi körbe.
A belső teret döntően a berati ikonfestő, Onufri 16. századi freskói díszítik, a szentélyrész képei fia, Nikollë Onufri keze munkáját dicsérik. Művészettörténeti kutatások alapján feltehetően a Szent Theodórosz-templom falfestése az egyedüli eredetiben fennmaradt Onufri-freskó. A templom északi és déli oldala az angyali üdvözlet újszövetségi jelenetét ábrázolja. A szentéllyel szembefordulva jobb felől az Isten üzenetét hozó Gábriel arkangyal, baloldalt pedig a szeplőtelen fogantatásának hírét vevő Szűz Mária alakja látható. A keleti falkép a trónon ülő Szűz Máriát ábrázolja, karjában a kisded Jézussal. A szentély oldalán Szent Theodórosz és Nagy Szent Vazul ábrázolása látható.